# Beverly Willis
Beverly Willis ( Tulsa, Oklahoma, 17 de febrero de 1928-1 de octubre de 2023) fue una arquitecta estadounidense y socia del Instituto americano de Arquitectos (FAIA).

## Primeros años y educación
Willis nació en Tulsa, Oklahoma, hija de Margaret Elizabeth Porter, una enfermera, y Ralph William Willis, un empresario de la industria petrolera y agricultor. El hermano de Willis, Ralph Gerald Willis (1930-1999), sirvió para el Ejército de Estados Unidos y más tarde se retiró en Islas Fiyi.
Durante la Segunda Guerra Mundial, a los quince años, Willis aprendió a pilotar un monomotor de hélice para poder ingresar en el Servicio Aéreo de Mujeres. Posteriormente, Willis se trasladó con su madre, ya divorciada, a Portland, Oregón, donde se graduó de la escuela secundaria. Willis estudió ingeniería en la Universidad Estatal de Oregón desde 1946 a 1948. Se graduó con honores de la Universidad de Hawái en 1954 con el grado de Bachiller en Finas Artes.

## Trayectoria

### Atelier Willis
Después de graduarse de la Universidad de Hawái, Willis fundó el Atelier Willis en Waikiki, donde continuó el trabajo de murales y de pintura al fresco que había comenzado en el instituto bajo la tutela de Jean Charlot. En el estudio de Charlot, WIllis conoció las conexiones orgánicas y geométrica entre el arte y la naturaleza, analizando plantas, capullos y flores para descubrir la geometría intrínseca de la naturaleza. Esta comprensión de la relación entre geometría, naturaleza y belleza influenciaría más tarde su abordaje humanístico al diseño en arquitectura.
En 1956, Willis fue pionera en los paneles murales de arena fundida, incluyendo un panel usando en el bar Shell en el hotel Hilton Royal Hawaiian. El bar Shell, también diseñado por Willis, se convirtió en el telón de fondo en la serie de televisión Hawaiian Eye.

### Beverly Willis Arquitectos
En 1958, Willis abrió una oficina de diseño en San Francisco, California. Sus comienzos como artista multimedia, en Honolulu, Hawái, la llevaron a trabajar en el diseño de tiendas comerciales, por lo cual fue reconocida internacionalmente. A finales de los sesenta, cuando la expansión sub-urbana estaba en su apogeo, Willis combinó su experiencia comercial con la urbanización a gran escala, que luego se transformó en diseños para instituciones, planificación y desarrollo urbano. Es conocida por sus abordaje innovativos para nuevos y variados usos de los edificios, incluyendo: el Edificio de Ballet de San Francisco, el primer edificio en los Estados Unidos diseñado exclusivamente para ser usado como compañía de ballet y escuela; las tiendas de Union Street, que algunos historiadores describen como una contribución inicial hacia el avance de la reutilización adaptativa moderna del movimiento de construcciones históricas; y la Academia de la Ciudad de Manhattan, una escuela secundaria del Departamento de Educación de la ciudad de Nueva York, que fue el prototipo para los nuevos conceptos de enseñanza recogidos en escuelas pequeñas o privadas.

### Principales aportes
Willis tuvo una función importante en el desarrollo de muchos conceptos arquitectónicos que influyeron en el diseño de la arquitectura y las ciudades americanas. Willis desarrolló tecnologías nuevas en arquitectura, planificación urbana, política pública y sus actividades de liderazgo en arquitectura son bien conocidas. Entre sus trabajos más conocidos figura el edificio del Ballet de San Francisco en San Francisco, California. Es cofundadora del Edificio del Museo Nacional, en Washington, D.C., y fundadora del Beverly Willis Architecture Foundation, una organización sin ánimo de lucro que trabaja para cambiar la cultura para mujeres en la industria de la construcción a través de investigación y educación. Parte de sus archivos se encuentran en el International Archive of Women in Architecture en Virginia Tech.

## Arquitectura
La arquitectura de Willis tiene sus raíces en el abordaje humanístico al diseño, reflejado en los planos individualistas y funcionales de sus construcciones El trabajo de Willis se despliega a partir de la creencia de que el diseño puede influenciar el comportamiento humano, y que los conceptos espaciales de forma, función, proporción, textura y color se comunican visualmente con los sentidos. En el núcleo del concepto de Willis de diseño humanista está la creencia de que la forma le sigue a la función, así como una comprensión vitruviana de la relación entre diseño, naturaleza y proporción como se expresa en De architectura.
Su repertorio arquitectónico abarca diversas escalas, desde los espacios comerciales hasta residencias, estructuras comerciales y edificios culturales. Uno de sus diseños más notables, el Edificio de Ballet de San Francisco, no tuvo ningún precedente en los Estados Unidos. Para la fecha su término en 1984, el Edificio de la Asociación de Ballet de San Francisco fue el primer edificio en Estados Unidos en ser diseñado y construido exclusivamente para use de una institución superior de ballet. El edificio, ubicado dentro del Centro Cívico del Distrito de San Francisco, serviría como modelo para el diseño de futuras compañías y escuelas de ballet.
En 1974, la compañía Willis & Associates, Inc., fue premiada con un contrato arquitectónico e ingenieril para el diseño y planeamiento de la Comunidad Valle Aliamanu para Viviendas Militares, en Honolulu, Hawái. El proyecto consistió en un complejo para viviendas familiares de 110 millones de dólares de 11 500 habitantes, residiendo en 525 edificios sobre una zona de 524 acres. Pese a que la técnica CARLA había sido empleada previamente con éxito, la firma de Willis enfrentó un desafío mayor con la zona de Aliamanu, ubicada en el suelo sobre un cráter volcánico inactivo, en un terreno llano inundado de barro de cien años de antigüedad. A través del uso de los análisis de CARLA, el plan de Willis para Aliamanu proyectaba un movimiento de tierra para el proyecto un 40% menor que los planes de la compañía anterior, causando menor destrucción ambiental y disminuyendo los costos de construcción globales.
Como resultado de sus logros técnicos en el desarrollo de un abordaje propietario computarizado al análisis de terreno residencial, conocido como CARLA, en 1976, Beverly Willis & Associates fue premiado con una comisión federal de construcción de la Administración General de Servicios en Washington D. C., representando el Servicio de Impuestos Internos (IRS). Aunque nunca llegó a construirse debido a posteriores modificaciones de la legislación federal en lo relativo a la privacidad de datos computacionales, el proyecto fue utilizado por el IRS como un diseño prototipo que posteriormente sería adoptado para nuevos edificios en dependencias del IRS por todo el país como parte de un programa de 800 millones de dólares.
Entre otros logros notables de Willis están las tiendas de Union Street, reconocidas como uno de los proyectos pioneros en preservación histórica y proyectos de reutilización adaptativa tanto en San Francisco como en los Estados Unidos, y la Academia de la Ciudad de Manhattan en la ciudad de Nueva York. La secundaria de Manhattan recibió reconocimiento nacional por su diseño, y fue publicada como uno de los ejemplos notables de la arquitectura en recintos educativos por el Instituto Americano de Arquitectos.

## Edificios significativos
- 1996, Manhattan Village Academy, Ciudad de Nueva York
- 1983, River Run Residence, Napa Valle, California
- 1982, Edificio del Ballet de San Francisco, Centro de Artes escénicas de San Francisco, California
- 1980, Yerba Buena Gardens, (97 000 m²) desarrollo de uso mixto de un centro de arte, teatro, oficinas, venta al detalle, hotel, jardines
- 1979, Aliamanu Valley Community, 525 edificios que albergan 11,500 personas; Cuerpo de Ingenieros, Honolulu, Hawái
- 1975, Pacific Point Condominium Apartments, Alpha Land Company, Pacifica, California
- 1973, Vine Terrace Apartments, San Francisco, California
- 1965, Union Street Stores, San Francisco, California
- 1965, Margaret S. Hayward Playground Building, San Francisco, California
- 1960, Robertson Residence, Yountville, California

## Libros
- 1997, Willis, Beverly. Invisible Images: The Silent Language of Architecture, a Design Memoir. Washington, D.C.: National Building Museum ISBN 978-0-9619752-8-9
- 1974, Willis, Beverly and Dr. Ronald S. Graybeal. "Computerized Financial Analysis," in Harry A. Golemon, ed. Financing Real Estate Development. New Jersey: Aloray. ISBN 978-0-913690-01-7
- 1978, Willis, Beverly. "The Environmental System Decision-Making Process" in Ravinder K Jain and Bruce L. Hutchings, eds. Environmental Impact Analysis: Emerging Issues in Planning. Urbana: University of Illinois Press. ISBN 978-0-252-00696-8
- 2005, Willis, Beverly. "Towards a Sustainable City: Rebuilding Lower Manhattan" in Mike Jenks and Nicola Dempsey, eds. Future Forms and Design for Sustainable Cities. Ámsterdam; Boston: Architectural Press. ISBN 978-0-7506-6309-0
- 1991, Willis, Beverly. "If It’s Tuesday, It Must be Singapore" in Iris Miller and Robert A. Bosser, eds. Visions and Reflections on Utopia and Reality. Washington, D.C.: American Institute of Architects.
- 2003, Willis, Beverly. "Towards a Sustainable City" in Ulla Terlinden, ed. City and Gender: International Discourse on Gender, Urbanism and Architecture. Leske + Budrich, Opladen, Hanover, Germany. ISBN 978-3-8100-3495-3